# Babięty Wielkie
Babięty Wielkie (deutsch: Groß Babenz) ist eine Ortschaft im Norden Polens in der Woiwodschaft Ermland-Masuren. Babięty Wielkie ist Teil der Landgemeinde Susz im Powiat Iławski.

## Geschichte
Aufgrund der Bestimmungen des Versailler Vertrags stimmte die Bevölkerung im Abstimmungsgebiet Marienwerder, zu dem Groß Babenz gehörte, am 11. Juli 1920 über die weitere staatliche Zugehörigkeit zu Ostpreußen (und damit zu Deutschland) oder den Anschluss an Polen ab. In Groß Babenz stimmten 104 Einwohner für den Verbleib bei Ostpreußen, auf Polen entfielen keine Stimmen.
In den Jahren 1975–1998 befand sich die Ortschaft administrativ in der ehemaligen Woiwodschaft Elbląg.

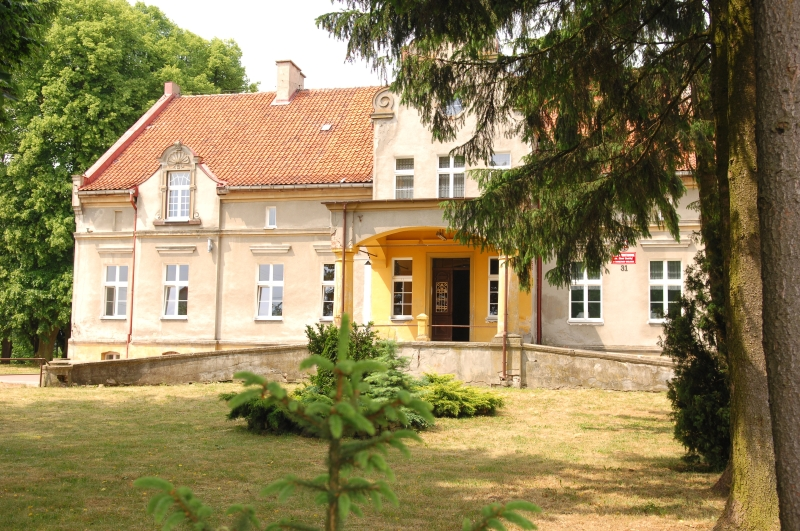
Das neobarocke Schloss, heute Grundschule